# Gigantorhynchus
Gigantorhynchus, rod parazitskih crva poroddice Giganthorhynchidae, razred Archiacanthocephala. Obuhvaća šest vrsta:
- Gigantorhynchus echinodiscus (Diesing, 1851),
- Gigantorhynchus lopezneyrai Diaz-ungria, 1958,
- Gigantorhynchus lutzi Machado, 1941,
- Gigantorhynchus ortizi Sarmiento, 1954,
- Gigantorhynchus pasteri Tadros, 1966,
- Gigantorhynchus ungriai Antonio, 1958